# The Cosmo Stars
The Cosmo Stars, bijnaam Cosje, was van 1976 tot 1982 een Surinaamse muziekgroep.
De bandleden hadden zonder uitzondering een Saramaccaanse achtergrond. Hun muzikale achtergrond lag geworteld in de kawina. Geïnspireerd door Fransje Gomes zongen in het Saramaccaans. Ze hadden meerdere hits, waaronder Langa neki asipali, Moi lobi, Seeri boto en Sexi meid. Hun stijl wordt ook wel ingedeeld in de sekete.
Door naar radiostations te luisteren, zochten ze bewust de invloed op van andere stijlen, zoals Amerikaanse muziek, calypso en reggae. Hierdoor sloten ze aan bij andere populaire muziek uit die tijd, zoals van Conjunto Latinos, Vyent Combo en The Kaseko Stars. Door met de muziek experimenteren, brachten ze een nieuwe dimensie toe in het kasekogenre en werden ze een veelgevraagde act.
De band werd in 1976 opgericht door Ernie Seedo (Boogie), Humphrey Adams, Artus King en Resinaldo Vrede. Onkel Seedo, die zich een jaar later aansloot, Errol Burger en Carlo Jones hadden de leiding in de groep. Tijdens een bezoek bleven enkele leden in Nederland en richtten daar de Ex-Cosmo Stars op, later omgedoopt tot The Exmo Stars. Andere leden, die zich in de jaren 1980 bij The Cosmo Stars voegden, waren Iwan Esseboom (later de leiding over de The Funmasters) en Frans Abori (later lid van Master Blaster).